# Kerry Kittles
Kerry Kittles (Dayton, Ohio, 12 de junio de 1974) es un exjugador de baloncesto estadounidense que disputó 8 temporadas en la NBA. Con 1,96 metros de altura, jugaba en la posición de escolta.

## Carrera

### Universidad
Kittles creció en  New Orleans y acudió al St. Augustine High School, donde fue Mr. Basketball de Luisiana en 1992. Después pasó 4 exitosas temporadas en la Universidad de Villanova, desde 1992 hasta 1996. Tras firmar una buena campaña como freshman con 10,9 puntos (con 43,1 % en triples), 3,5 rebotes y 2,9 asistencias, explotó en su año sophomore con 19,7 puntos, 6,5 rebotes y 3,4 asistencias. En la temporada 1994-95, siguió mejorando sus números con 21,4 puntos, 6,1 rebotes y 3,5 asistencias. Fue incluido en el Mejor Quinteto All-America. En 1995 llegaba por primera vez al torneo NCAA, pero cayeron ante Old Dominion en tres prórrogas 89-81.
En su última temporada, como sénior, promediaría 20,4 puntos, 7,1 rebotes y 3,5 asistencias, cayendo, esta vez, en 2.ª ronda ante Louisville Cardinals.
Acabó su ciclo en Villanova como el máximo anotador de su historia, con 2243 puntos. Su dorsal 30 fue retirado por la universidad del 18 de enero de 1998.

#### Estadísticas
| Año     | Equipo    | PJ  | PT | MPP  | %TC  | %3P  | %TL  | RPP | APP | ROB | TPP | PPP  |
| ------- | --------- | --- | -- | ---- | ---- | ---- | ---- | --- | --- | --- | --- | ---- |
| 1992–93 | Villanova | 27  | —  | 32.4 | .482 | .432 | .673 | 3.5 | 2.9 | 1.7 | .4  | 10.9 |
| 1993–94 | Villanova | 32  | —  | 39.3 | .452 | .349 | .705 | 6.5 | 3.4 | 2.7 | .4  | 19.7 |
| 1994–95 | Villanova | 33  | 33 | 36.9 | .524 | .411 | .767 | 6.1 | 3.5 | 2.2 | .4  | 21.4 |
| 1995–96 | Villanova | 30  | 29 | 35.3 | .455 | .404 | .710 | 7.1 | 3.5 | 2.4 | .4  | 20.4 |
| Total   | Total     | 122 | 62 | 36.1 | .478 | .394 | .719 | 5.9 | 3.3 | 2.3 | .4  | 18.4 |

### NBA
Kittles fue elegido por New Jersey Nets en el puesto 8 de 1.ª ronda del draft de 1996. Como novato deslumbró con 16.4 puntos, 3.9 rebotes y 3 asistencias, ganándose rápidamente el puesto de titular, pero New Jersey estaba lejos de ser un equipo competitivo. Compartió con Shareef Abdur-Rahim el galardón de novato del mes de diciembre. Acabó 5.º en la votación para el Rookie del Año, dado que coincidió en lo que fue una de las generaciones de draft más prolíficas de la historia, y prueba de ello es que, pese a sus estadísticas, solo fue incluido en el segundo Quinteto de Rookies. Sus 158 triples son un récord para un novato en la NBA. El 13 de abril de 1997 anotó lo que fue su máximo en anotación durante su estancia en la NBA, 40 puntos ante Milwaukee Bucks.
También participó en el Rookie Challenge del All-Star de 1997, donde anotó 9 puntos y dio 4 asistencias en 24 minutos.
La temporada 1997-98 fue la mejor estadísticamente hablando, ya que firmó 17.2 puntos (con un 41.8 en triples), 4.7 rebotes y 2.3 asistencias. Kittles disputó sus primeros playoffs pero los Nets cayeron en 1.ª ronda ante Chicago Bulls.
A partir de la temporada del "lockout" sus números decrecieron, y en la temporada 1999-00 las lesiones empezaron a pasar factura. Se perdió 20 partidos y necesitó de toda la temporada 2000-01 entera para recuperarse de la rodilla.
Volvió por la puerta grande en la temporada 2001-02, y acompañado de la incorporación de Jason Kidd, el equipo alcanzó las finales de la NBA, pero cayeron 4-0 ante Los Angeles Lakers. Aquel año Kerry promedió 13.4 puntos, 3.4 rebotes y 2.6 asistencias. En la temporada 2002-03 volvió a las finales para ser derrotados nuevamente, esta vez ante San Antonio Spurs por 4-2.
En su última temporada con los Nets disputó todos los partidos con 13.1 puntos y 4 rebotes de promedio. En verano de 2004 fue traspasado por una 2.ª ronda a Los Angeles Clippers, donde solo llegó a jugar 11 partidos y se retiró con 30 años.

### Retirada
Tras la retirada, trabajó un tiempo como scounting (ojeador) de los Nets.
Fue técnico asistente de la universidad de Princeton desde 2016 a 2018.

## Estadísticas de su carrera en la NBA

### Temporada regular
| Año     | Equipo        | PJ  | PT  | MPP  | %TC  | %3P  | %TL  | RPP | APP | ROB | TPP | PPP  |
| ------- | ------------- | --- | --- | ---- | ---- | ---- | ---- | --- | --- | --- | --- | ---- |
| 1996-97 | New Jersey    | 82  | 57  | 36.7 | .426 | .377 | .771 | 3.9 | 3.0 | 1.9 | .4  | 16.4 |
| 1997-98 | New Jersey    | 77  | 76  | 36.5 | .440 | .418 | .808 | 4.7 | 2.3 | 1.7 | .5  | 17.2 |
| 1998-99 | New Jersey    | 46  | 40  | 34.1 | .370 | .316 | .772 | 4.2 | 2.5 | 1.7 | .6  | 12.9 |
| 1999-00 | New Jersey    | 62  | 61  | 30.6 | .437 | .400 | .795 | 3.6 | 2.3 | 1.3 | .3  | 13.0 |
| 2001-02 | New Jersey    | 82  | 82  | 31.7 | .466 | .405 | .744 | 3.4 | 2.6 | 1.6 | .4  | 13.4 |
| 2002-03 | New Jersey    | 65  | 57  | 30.0 | .467 | .356 | .785 | 3.9 | 2.6 | 1.6 | .5  | 13.0 |
| 2003-04 | New Jersey    | 82  | 82  | 34.7 | .453 | .351 | .787 | 4.0 | 2.5 | 1.5 | .5  | 13.1 |
| 2004-05 | L.A. Clippers | 11  | 0   | 22.1 | .384 | .333 | .600 | 2.9 | 1.8 | .7  | .3  | 6.3  |
| Total   | Total         | 507 | 455 | 33.4 | .439 | .378 | .780 | 3.9 | 2.6 | 1.6 | .4  | 14.1 |

### Playoffs
| Año   | Equipo     | PJ | PT | MPP  | %TC  | %3P  | %TL  | RPP | APP | ROB | TPP | PPP  |
| ----- | ---------- | -- | -- | ---- | ---- | ---- | ---- | --- | --- | --- | --- | ---- |
| 1998  | New Jersey | 3  | 3  | 42.0 | .425 | .385 | .909 | 5.0 | 2.7 | 1.3 | .7  | 16.3 |
| 2002  | New Jersey | 20 | 20 | 29.0 | .435 | .265 | .778 | 3.2 | 2.3 | 1.6 | .5  | 12.1 |
| 2003  | New Jersey | 20 | 20 | 30.7 | .395 | .413 | .762 | 3.5 | 2.0 | 1.5 | .3  | 10.8 |
| 2004  | New Jersey | 11 | 11 | 37.7 | .448 | .327 | .618 | 4.3 | 2.1 | 2.0 | .9  | 14.4 |
| Total | Total      | 54 | 54 | 32.1 | .424 | .337 | .742 | 3.6 | 2.1 | 1.6 | .5  | 12.3 |

## Vida personal
Kerry es hijo de Acosta y Mary Kittles. 
Kittles y su mujer tienen cuatro hijas y un hijo, y residen en Harding Township (New Jersey).
Es católico, y la religión es una parte muy importante es su vida, por lo que ha servido como ministro de la Eucaristía en 1996 y como voluntario en 2020.

"It was a smaller institution, it was a Catholic school, its basketball games were on television and I had the opportunity to play. But the biggest factor was its graduation rate."

Se licenció en Administración en Villanova en 2009, y desde entonces es miembro del Consejo de Administración de la universidad.